# Trichostrongylus tenuis
Trichostrongylus tenuis är en rundmaskart som först beskrevs av Mehlin 1846.  Trichostrongylus tenuis ingår i släktet Trichostrongylus och familjen Trichostrongylidae. Arten är reproducerande i Sverige. Inga underarter finns listade i Catalogue of Life.